# De parabel der blinden
De parabel der blinden is een schilderij van Pieter Bruegel de Oude, gemaakt rond 1568. Tegenwoordig hangt het schilderij in het Museo di Capodimonte in Napels.
Het doek is gebaseerd op een parabel uit de Bijbel (Mattheüs 15:1-20). De evangelist Mattheus stelt hierin dat Jezus van Nazareth het niet nodig vond dat zijn discipelen de handen wasten voor het eten. De schriftgeleerden en Farizeeën waren hierover volgens Mattheus erg verbolgen, aangezien het indruiste tegen de Joodse wetten. De apostelen vertelden dit vervolgens aan Jezus, waarop die repliceerde dat de farizeeën blinden waren die blinden leidden en allemaal in de sloot zouden belanden. Pieter Bruegel beeldde dit thema met dit werk uit, waarbij hij de afgebeelde figuren op dit schilderij hand in hand een greppel in laat wandelen. De voorste is reeds gevallen, de rest volgt onvermijdelijk.
Het schilderij toont op treffende wijze de verschillende fasen van een valbeweging, waarbij de schilder extra aandacht schonk aan de verschillende uitdrukkingen op de gezichten. Deze beginnen bij vertrouwen en veranderen in verbazing en schok. Het schilderij is met zoveel detail getekend, dat er wordt beweerd dat oogartsen er vijf verschillende oogziekten in kunnen herkennen. De kerk op de achtergrond is herkend als die van Sint-Anna-Pede in het Pajottenland. De greppel zou dan de Pedebeek zijn.
Het in de Bijbel niet gespecifieerde aantal blinden is bij Bruegel bepaald op zes. Volgens prof. Adolf Monballieu zouden ze te identificeren zijn als de Brusselse tapijtwever Willem de Kempeneer, zijn vier broers, en een blinde die effectief was terechtgesteld (de in de goot gesukkelde man).

## Afbeeldingen

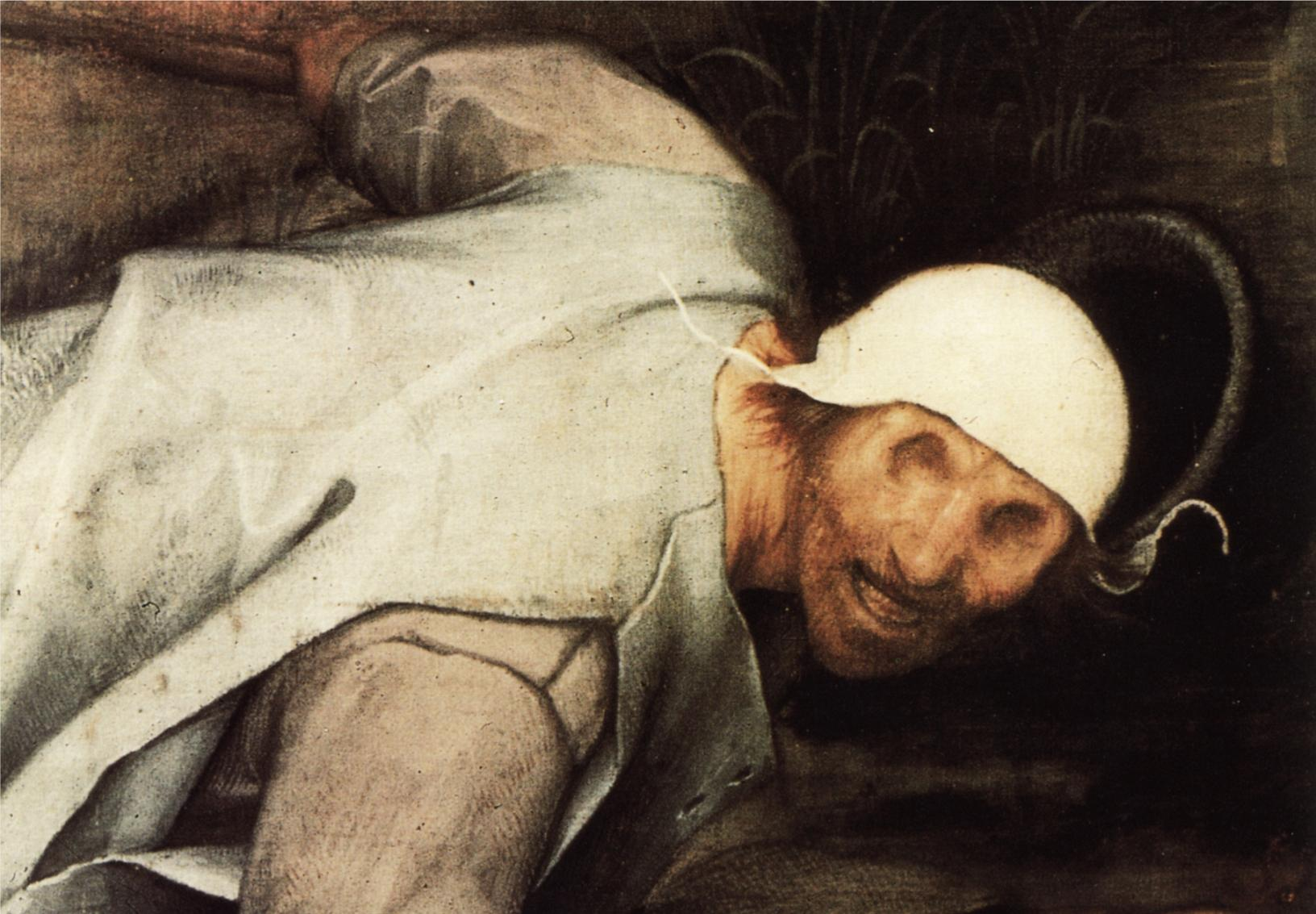
Uitgestoken ogen (detail)
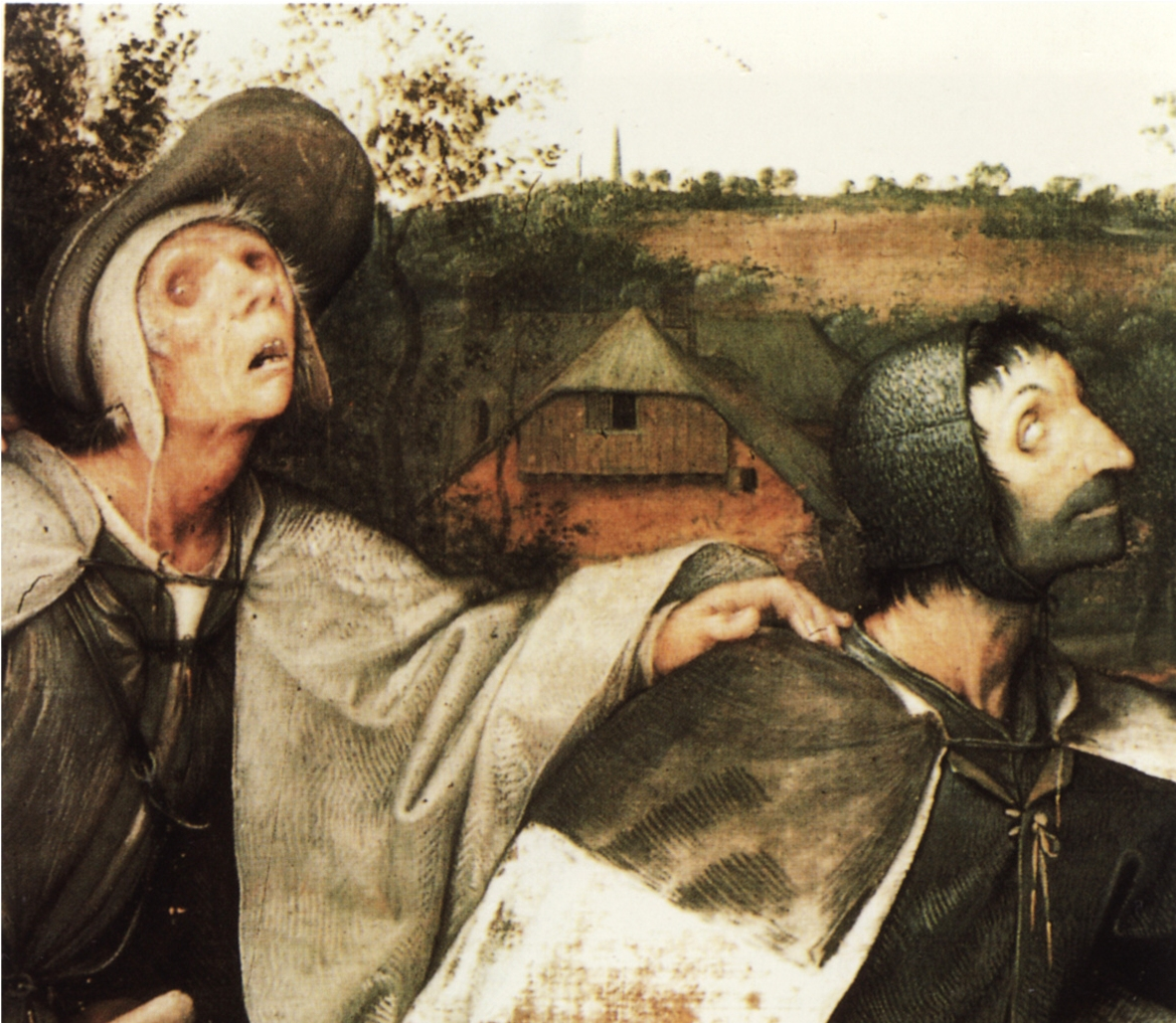
Hoornvliesleukoma en (zwarte) staar (detail)
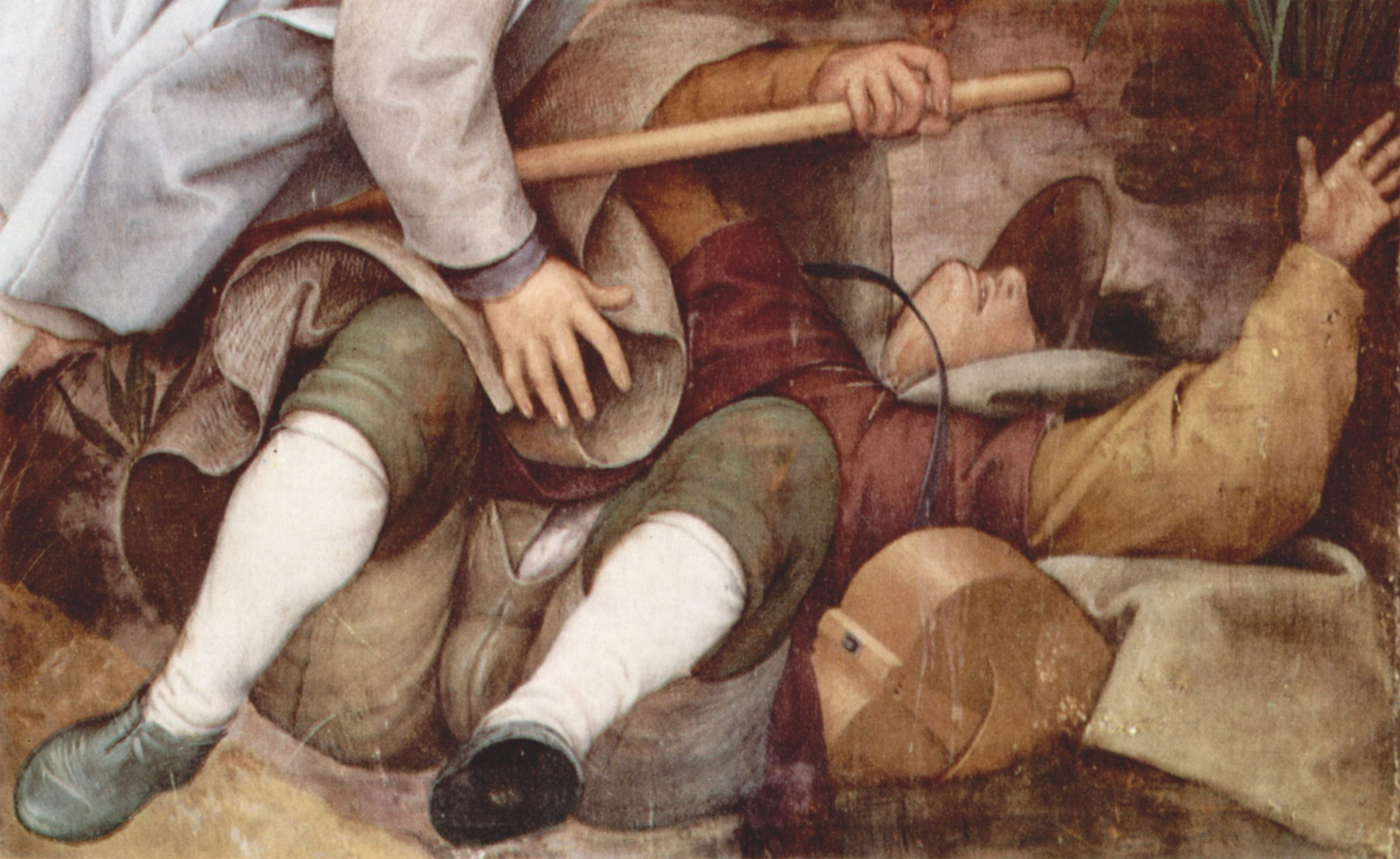
De voorste is reeds gevallen
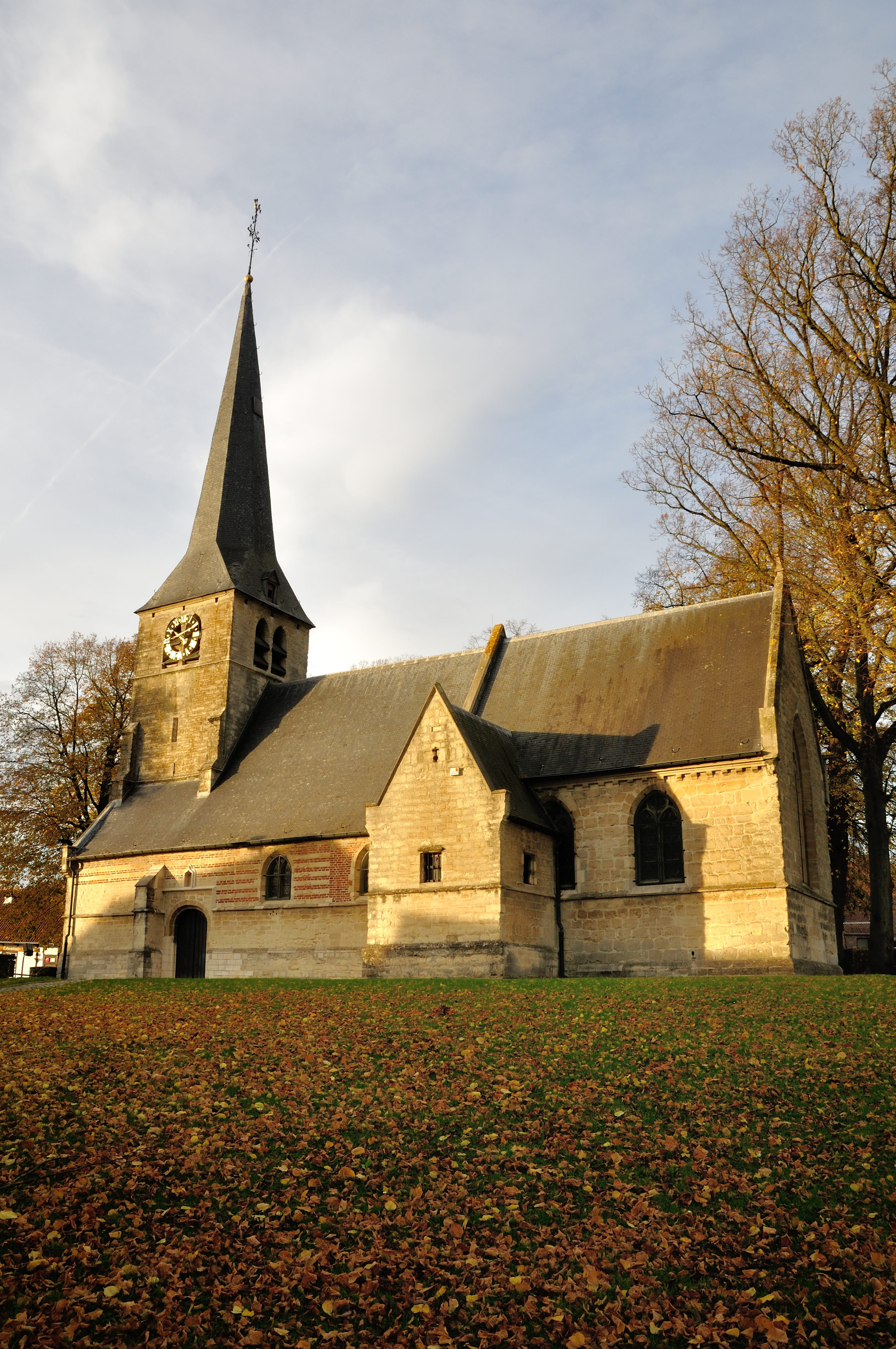
De gotische dorpskerk van Sint-Anna-Pede

## In de letteren
Het schilderij vormt een sleutelmotief in de roman Die Blendung (1931) van Elias Canetti. Hij beschrijft het in zijn autobiografie Die Fackel im Ohr (1980).
Een andere Duitse auteur, Gert Hofmann, hing zijn roman Der Blindensturz (1985) op aan het doek.
- Koninklijk Instituut voor het Kunstpatrimonium: 40003036
- Marburg Picture Index: 08109794
- Gemeinsame Normdatei: 4353270-6
- RKDimages: 53946

Landschap met de parabel van de zaaier (1557) · Wie een varken is, moet in het kot (1557) · Twaalf spreekwoorden (1558) · De spreekwoorden (1559) ·  De strijd tussen Vasten en Vastenavond (1559) · De kinderspelen (1560) · De zelfmoord van Saul (1562) · Twee aapjes (1562) · De val der opstandige engelen (1562) · De triomf van de dood (ca. 1562) · Dulle Griet (1563) · De vlucht naar Egypte (1563) · Gezicht op de baai van Napels (ca. 1563) · De bouw van de toren van Babel (1563) · De aanbidding door de wijzen in de sneeuw (1563) · De kruisdraging (1564) · De aanbidding door de wijzen (1564) · De ontslaping van Maria (ca. 1564) · Christus en de overspelige vrouw (1565) · De hooitijd (juni/juli) (1565) · De oogst (augustus/september) (1565) · De terugkeer van de kudde (oktober/november) (1565)  · Jagers in de sneeuw (december/januari) (1565) · De sombere dag (februari/maart) (1565) · Winterlandschap met schaatsers en vogelknip (1565) · De kindermoord te Bethlehem (ca. 1566) · De boerenbruiloftsdans (1566) · De volkstelling te Bethlehem (1566) · De prediking van Johannes de Doper (1566) · De Sint-Maartenswijn (1566-67) · Het Land van Kokanje (Luilekkerland) (1567) · De bekering van Paulus (1567) · Het bruiloftsmaal (ca. 1567) · De dorpskermis (ca. 1567) · De toren van Babel (ca. 1568?) · Drie soldaten (1568) · De nestrover (1568) · De misantroop (1568) · De parabel van de blinden (1568) · Hoofd van een boerin (ca. 1568) · De kreupele bedelaars (1568) · De ekster op de galg (1568)
Landschap met de verschijning van Christus aan het meer van Tiberias (1553) · De aanbidding door de wijzen (ca. 1556) · De val van Icarus (ca. 1565)
De grote vissen eten de kleine · Zeeslag in de Straat van Messina